# 秋葉ダム

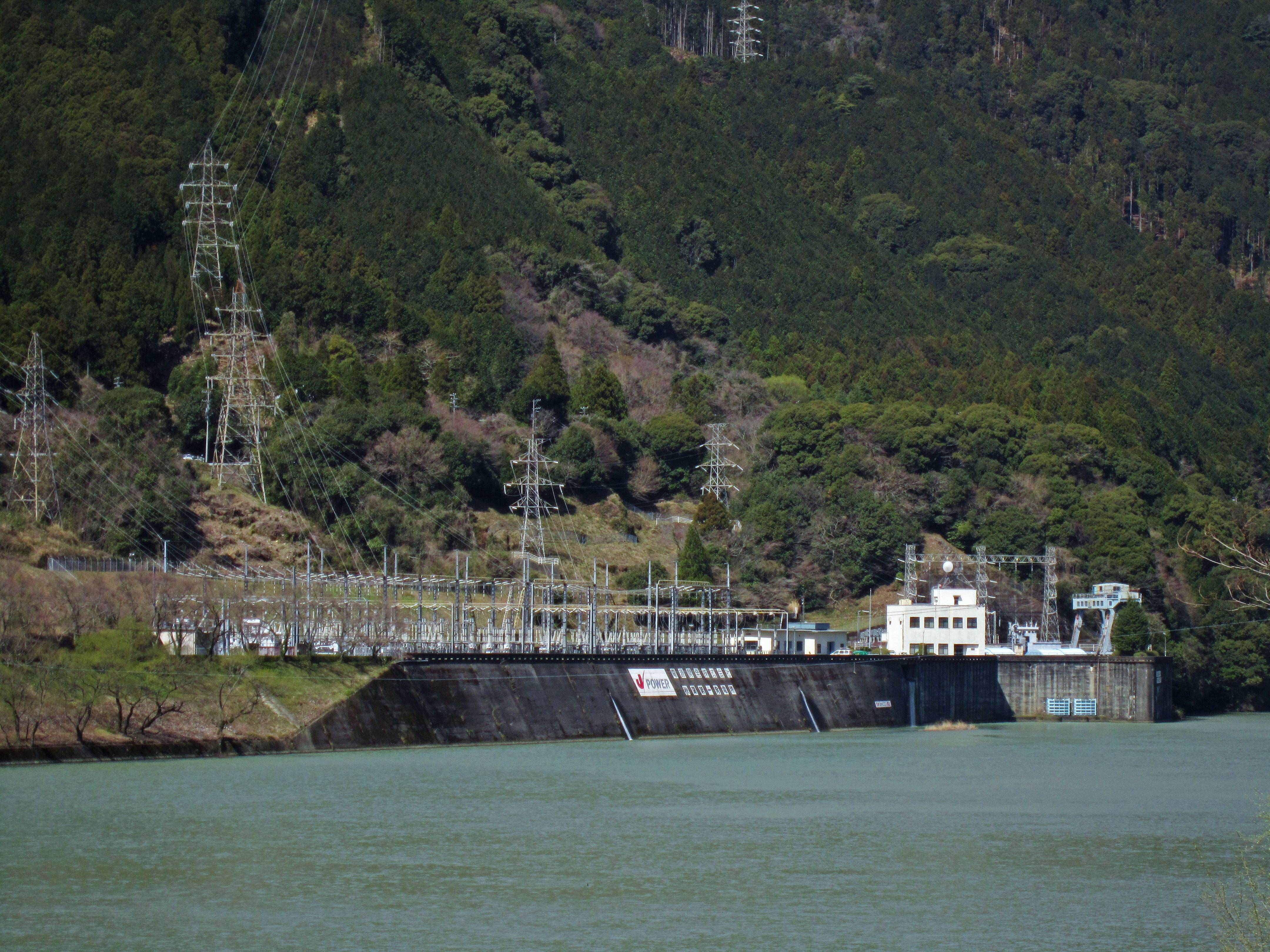
秋葉第一発電所

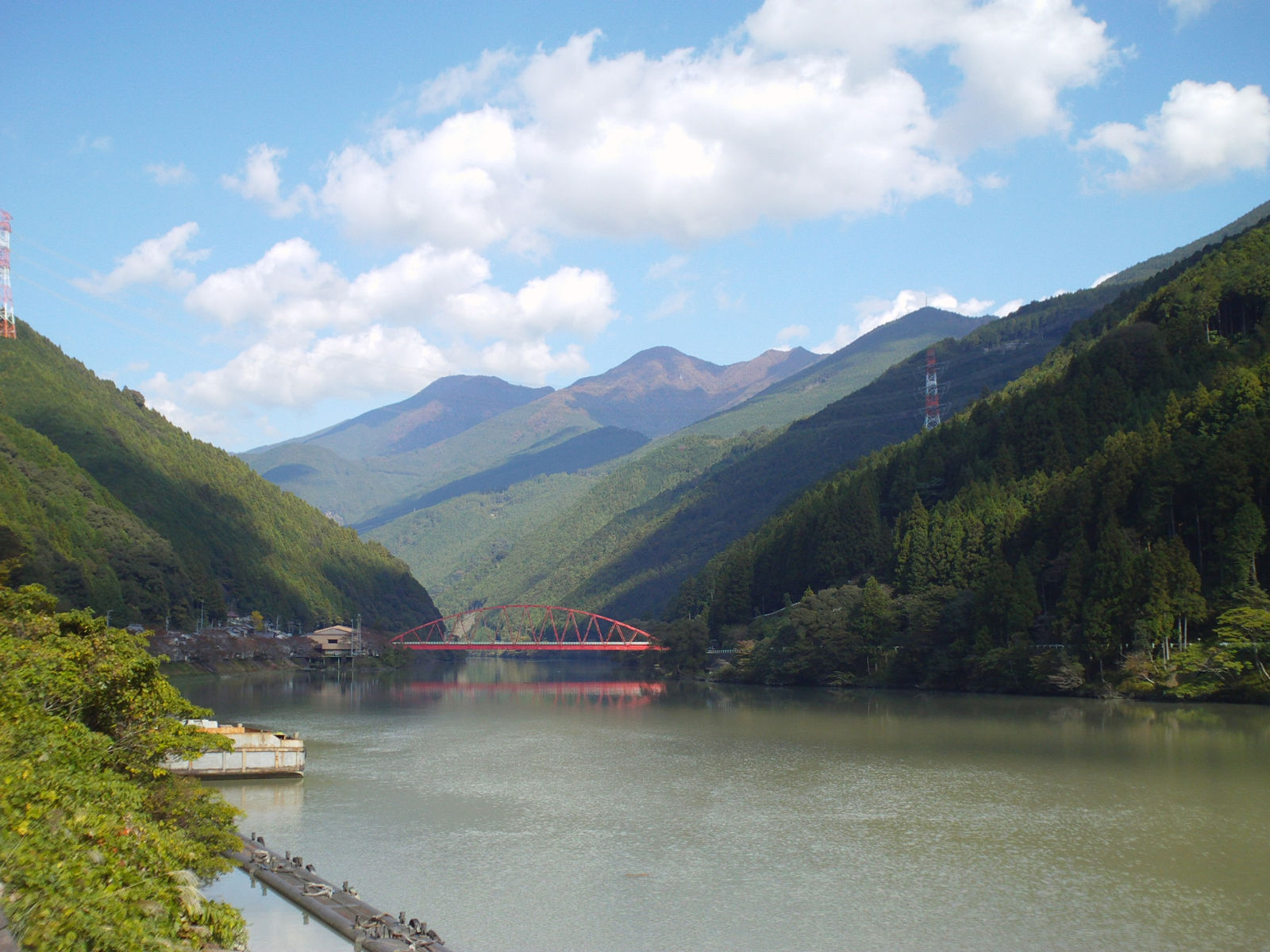
秋葉湖

秋葉ダム（あきはダム、あきばダム）は、静岡県浜松市天竜区、一級河川・天竜川本川中流部に建設されたダムである。
電源開発株式会社が管理を行う電力会社管理ダムで、天竜川電源開発の一環として建設された高さ89.0メートルの重力式コンクリートダム。上流にある佐久間ダムの放流水を調整して下流の水量を平均化する逆調整池であり、同時に秋葉第一・秋葉第二・秋葉第三の各発電所で水力発電を行う。また、浜松市を始めとする遠州地域への上水道・工業用水道供給や三方原台地へのかんがい用水を供給する遠州の水がめでもあり、治水機能を有しない多目的ダムとして重要な役割を持っている。ダムによって形成された人造湖は秋葉湖（あきばこ）と命名された。天竜奥三河国定公園に指定されている。

## 地理
秋葉ダムは天竜川の中流部、秋葉山の麓に建設された。天竜川本流には数多くのダムが建設されており、上流から大久保ダム（小堰堤）、南向ダム（小堰堤）、泰阜ダム（やすおかダム）、平岡ダム、佐久間ダム、秋葉ダム、船明ダム（ふなぎらダム）の順に建設されており、秋葉ダムは下流側から二番目にある。
ダムが完成した当時の所在自治体は磐田郡龍山村であったが、平成の大合併により天竜市や佐久間町などと共に浜松市に合併し、現在は浜松市天竜区龍山町になっている。ダムの名称は秋葉山から名付けられている。

## 沿革
天竜川は古くから急流で知られ、かつ豊富な水量を誇る河川である。こうした地理的要因は水力発電の絶好な適地であり明治時代から注目されていた。大正時代に入ると大同電力社長で木曽川の水力発電事業において名を馳せた福澤桃介が天竜川電力を設立し、天竜川の水力発電事業に乗り出した。1926年（昭和2年）に大久保発電所を建設したのを皮切りに南向ダム・泰阜ダム・平岡ダムが長野県内に建設されたが、太平洋戦争によって事業は中断した。
戦後、電力不足は深刻であった。空襲によって多くの発電施設がダメージを受け、さらに1944年（昭和19年）の「決戦非常措置要領」発令によってほとんどのダム事業が中止となり、新規の水力発電計画はストップしたままであった。このため断続的な停電が繰り返され治安への影響が懸念されていた。当時電力行政を管掌していた商工省は只見川を始め多くの河川で新規電源開発計画を進めていたが、1951年（昭和26年）に日本発送電が過度経済力集中排除法の指定を連合国軍最高司令官総司令部（GHQ）から受けたことで「電力事業再編令」が施行され分割、九電力会社が発足したものの企業としての経営基盤が脆弱だったことで思うような大規模電力開発はままならなかった。
政府はこうした状況を打開すべく1952年（昭和27年）に電源開発促進法を制定、政府と九電力会社が共同出資して特殊法人である電源開発株式会社を設立した。これによって電力開発事業の促進を図るのが狙いである。初代総裁となった高碕達之助は特に重点的に開発を行う地点として庄川・只見川と共に天竜川を選び、ここに大規模な水力発電用ダムを建設することによって首都圏や中京圏に電力を供給することを目論んだ。さらに1954年（昭和29年）には国土総合開発法によって策定された「特定地域総合開発計画」対象地域に天竜川水系が指定され、「天竜奥三河特定地域総合開発計画」が定められた。これにより天竜川電源開発計画の機運は加速化し、中流部の磐田郡佐久間町（現在の浜松市天竜区佐久間町）に高さ155.5メートルの当時日本一の規模を誇る佐久間ダムを建設し、下流には佐久間ダムの放流水を調節して天竜川下流域の水量を安定化させる逆調整池を建設する方針を立てた。これが秋葉ダムである。

## 目的
秋葉ダムは佐久間ダムに遅れる一年後の1954年より建設が始まり、四年の歳月を掛けて1958年（昭和33年）に完成した。高さは89.0メートルであるが外観的には40~50メートル程度にしか見えない。これは地盤が余り堅固ではなかったことがあり、基礎地盤を深く掘削してダム本体を建設したため堤体の半分程度が地中に埋もれているためである。目的は水力発電のほか工業用水道及びかんがい用水の供給であり、間接的ではあるが上水道供給も担っている。
水力発電については完成と同時に秋葉第一発電所（認可出力:45,300キロワット）と秋葉第二発電所（同:34,900キロワット）が建設され、さらに1989年（平成元年）には秋葉第三発電所（同:46,900キロワット）が増設された。秋葉第一発電所はダムより下流の天竜区横山町（旧・天竜市）に建設されたダム水路式発電所であり、秋葉第二発電所はダム直下に建設され夏季のピーク時に対応するための発電を行うダム式発電所である。2017年（昭和29年）5月30日、秋葉第一発電所の2号機が更新され、出力が950キロワット向上し、46,250キロワットとなった。秋葉第一・第二・第三発電所合計で最大128,050キロワットを発電し、首都圏・中京圏の電力需要に応えている。

### 利水事業
秋葉ダムは本来水力発電専用のダムとして建設された。だが現在では佐久間ダム・船明ダムと共に遠州地域の水がめとしても利用されている。
三方ヶ原の戦いでも知られる三方原台地は極めて水の便が悪い地域であった。近くに天竜川や浜名湖といった豊富な水源があるにもかかわらず、高台まで水を供給する術がなかったことで慢性的な渇水に悩まされる地域であり、不毛の地であった。明治時代に入り江戸幕府滅亡後職を失った旗本などが新天地を求め三方原に移住、開墾を行ったが水の確保に難渋していた。当時天竜川下流域の治水に大きな功績を残した金原明善は1896年（明治28年）、天竜川より三方原に用水を引く構想を立てたが具体的な計画までには至らなかった。だが天竜川からの水供給はこの地に住む者の悲願でもあった。
戦後に入り農林省（現・農林水産省）は深刻な食糧不足を打開するために1948年（昭和23年）より「国営農業水利事業」に着手した。かんがい用のダムを建設して水源とし、用水路を建設して水供給を安定して図ることによって新規の農地開墾を促し、食糧生産を軌道に乗せることを目的とした事業である。静岡県では既に遠州東部地域において大井川を水源とする大井川用水の建設が着手されていたが、遠州西部地域においても豊富な水量を有する天竜川を活用した「国営三方原開拓建設事業」が着手され、天竜川を水源とした三方原用水の建設が計画された。その水がめについて検討の結果、当時電源開発が建設を進めていた佐久間ダムと秋葉ダムに水源を求めることになり、1954年の「天竜奥三河特定地域総合開発計画」の中で正式に三方原用水の水源として利用することが決定した。
秋葉ダムの完成後1960年（昭和35年）より三方原用水の建設が始まり、約10年の歳月を掛けて1970年（昭和45年）に完成した。同時期静岡県は三方原の農地整備を図るため「県営大規模圃場（ほじょう）整備事業」を1969年（昭和44年）に実施し耕土整備を行った。ダムの水は秋葉第二・第三発電所において利用された発電用水より取水し、全長22.3キロメートルの幹線水路から約5,479ヘクタールの農地に農業用水を供給する。これによってかつて不毛の地であった三方原台地は茶・メロンなどの一大産地へと変貌を遂げた。
三方原用水完成後の1967年（昭和42年）10月26日には西遠工業用水道事業が完成した。これは自動車産業など浜松市周辺の工業地域が拡大するに連れて工場を操業するための用水が不足していたことによる。この工業用水道事業の水源にも秋葉ダムは豊川用水と共に水源となり、秋葉湖に取水口を設けて日量241,000トンの水をホンダやスズキ、ヤマハ発動機などの工場に送っている。さらに東海道新幹線や東名高速道路の開通などで人口が急増する浜松市の上水道需要を賄うため、遠州広域水道事業が1989年4月1日より運用された。この水源については船明ダムと都田川ダム（都田川）に求めたが、取水口を西遠工業用水道と共有したことで間接的ながら秋葉ダムは浜松市の上水道需要にも一役買っている。

## 観光とアクセス
ダム付近には白倉峡の他「火防の神」として崇（あが）められている秋葉山・秋葉山本宮秋葉神社があり、ダムおよびダム湖はここから命名されている（神社・山の方の読みも「あきは」であり「あきば」ではない）。
国道152号沿いに伸びる秋葉湖は、湖畔に多数のソメイヨシノ(10kmに約1000本)が植えられており、春には美しく咲き誇り、３月下旬～４月上旬頃の開花時期では「秋葉ダム千本桜」として祭りが開かれるなど、花見の名所となっている。この桜並木を縫うように毎年4月「秋葉ダムさくらマラソン」が行われ、毎年500人近くの参加者が10kmコースと20kmコースのマラソンでそれぞれ健脚を競っている。また秋葉湖はアユ漁が盛んでもあり、友釣りを始め多くの釣り人が釣りを楽しんでいる。
秋葉ダムへは東名高速道路・浜松インターチェンジから静岡県道45号天竜浜松線を北上し、鹿島橋交差点で国道152号に右折。船明ダムを過ぎ天竜川沿いをさらに北上、高さ9メートルの秋葉灯篭を過ぎ秋葉トンネルをくぐるとまもなく右手に秋葉ダムが見えてくる。ダム直下流には吊り橋があり、真正面からダムを望むことが出来る。

## 出来事
- 1955年（昭和30年）2月4日 - 第一発電所の建設現場で発破の作業ミスがあり、ダイナマイト約2トンに誘爆。死亡19人、重軽傷19人[3]。
- 1960年（昭和40年）9月18日 - 集中豪雨により緊急放水を実施。この放流の影響により天竜市横山地内で川が氾濫して88戸が床上浸水、33戸が床下浸水[4]。